# Литвяк Богдан Олегович
Богдан Олегович Литвяк (нар. 5 травня 1998, Кривий Ріг, Дніпропетровська область, Україна) — український футболіст, півзахисник «Інгульця».

## Клубна кар'єра
Народився в Кривому Розі, вихованець місцевого «Кривбасу». Дорослу футбольну кар'єру розпочав 2015 року в складі дорослої команди криворіжців. Зіграв 2 матчі в чемпіонаті Дніпропетровської області.
Напередодні старту весняно-літньої частини сезону 2015/16 років перейшов до юніорської (U-19) команди ФК «Олександрія». Починаючи з наступного сезону почав залучатися й до матчів молодіжної команди олександрійців. Вперше до заявки на матч першої команди потрапив 6 березня 2018 року, на поєдинок 22-о туру Прем'єр-ліги проти кропивницької «Зірки» (0:0). Але Богдан на полі так і не з'явився, просидівши увесь матч на лаві запасних. Дебют за головний склад олександрійців відбувся 25 вересня 2019 року в переможному (1:0) виїзному поєдинку 3-го кваліфікаційного раунду Кубку України проти вишгородського «Діназу». Литвяк вийшов на поле в стартовому складі, а на 46-й хвилині його замінив Андрій Новіков. Цей матч виявився єдиним для юного півзахисника в дорослій команді «Олександрії».
23 червня 2020 року вільним агентом підписав контракт з «Кременем». У футболці кременчуцького клубу дебютував 24 червня 2020 року в переможному (1:0) домашньому поєдинку 20-о туру Першої ліги проти «Миная». Литвяк вийшов на поле в стартовому складі та зіграв увесь матч. У складі «Кременя» зіграв 10 матчів у Першій лізі України. 15 серпня 2020 року залишив кременчуцький клуб вільним агентом.
У вересні 2020 року підписав контракт з новачком Прем'єр-ліги клубом «Інгулець».

## Кар'єра в збірній
У травні 2019 року отримав виклик на тренувальний збір національної збірної України.